# Catherine Mortimer
Catherine Mortimer (vers 1314 – 4 août 1369) est une femme de la noblesse anglaise du XIVe siècle.

## Biographie
Catherine, née aux alentours de 1314, est le neuvième enfant et la cinquième fille de Roger Mortimer, 3e baron Mortimer de Wigmore, et de Jeanne de Geneville, 2e baronne Geneville. Son père est sous le règne d'Édouard II l'un des plus puissants barons des Marches galloises : la famille Mortimer descend d'un des compagnons anglo-normands de Guillaume le Conquérant débarqués avec lui en Angleterre en 1066. Sa mère est quant à elle la petite-fille et héritière des barons des Marches et d'Irlande Geoffroy de Geneville et Mahaut de Lacy ; elle est également la petite-nièce de Jean de Joinville, biographe de Saint Louis.
En raison des succès militaires de Roger Mortimer en Irlande, Édouard II lui accorde le 20 juillet 1318 la tutelle du jeune Thomas deBeauchamp, héritier du comté de Warwick, ainsi que le droit de le fiancer à sa fille Catherine. Les fiançailles sont célébrées le 19 avril 1319 : elles permettent de résoudre la querelle entre les Mortimer et les Beauchamp concernant la seigneurie d'Elfael. Le père de Catherine prend part à une rébellion infructueuse contre le roi en 1322. À l'issue de celle-ci, les parents et certains membres de la fratrie de Catherine sont incarcérés sur ordre du roi, mais Catherine elle-même n'est pas concernée par cette décision, sans doute en raison de son âge. 
Catherine ne retrouve ses parents et ses frères et sœurs qu'à la chute d'Édouard II à la fin de l'année 1326. Le retour en grâce de Roger Mortimer après la déchéance d'Édouard II lui permet de rechercher des partis puissants pour ses enfants. Dans le cadre d'une brillante politique matrimoniale, Catherine épouse Thomas de Beauchamp, 11e comte de Warwick, le 31 mai 1328, tandis que sa sœur Jeanne est mariée le même jour à James Audley, 2e baron Audley. Auparavant, Roger Mortimer a obtenu du pape Jean XXII la dispense nécessaire à la validité de l'union, Catherine et Thomas étant cousins aux troisième et quatrième degrés.
Catherine Mortimer devient rapidement une personnalité éminente de la cour, en raison de l'ascension de son époux. Comme marque de la faveur royale, elle est choisie en 1355 comme marraine de Philippa, la petite-fille du roi Édouard III. Cet honneur est ainsi décrit par l'écrivaine Agnes Strickland : « Sa marraine [de Philippa] était également comtesse de Warwick, une dame en outre d'une grande valeur ». Elle bénéficie aussi de la confiance absolue de ses proches, puisqu'elle est désignée légataire dans le testament de sa sœur Agnès. Catherine Mortimer meurt elle-même le 4 août 1369, quelques mois avant son époux, et est inhumée dans la Collégiale Sainte-Marie de Warwick.

## Descendance
De son mariage avec Thomas Beauchamp, Catherine Mortimer a quinze enfants :
- Guy de Beauchamp (v. 1335 – 28 avril 1360), épouse Philippa de Ferrers ;
- Thomas de Beauchamp (16 mars 1337/9 – 8 avril/août 1401), 12e comte de Warwick, épouse Margaret de Ferrers ;
- Reinbrun de Beauchamp (? – 1361) ;
- William de Beauchamp (v. 1343 – 8 mai 1411), 1er baron Bergavenny, épouse Jeanne FitzAlan ;
- Roger de Beauchamp (? – 1361) ;
- Maud de Beauchamp (? – 1403), épouse Roger de Clifford, 5e baron de Clifford ;
- Philippa de Beauchamp (? – 1386), épouse Hugh Stafford, 2e comte de Stafford ;
- Alice de Beauchamp (? – 1383), épouse John Beauchamp, 3e baron Beauchamp de Somerset (en), puis Matthew Gurney ;
- Jeanne de Beauchamp, épouse Ralph Basset, 3e baron Basset de Drayton ;
- Isabelle de Beauchamp (? – 1416), épouse John le Strange, 5e baron Strange de Blackmere, puis William d'Ufford, 2e comte de Suffolk, devient ensuite nonne ;
- Marguerite de Beauchamp, épouse Guy de Montfort, devient ensuite nonne ;
- Élisabeth de Beauchamp, épouse Thomas d'Ufford ;
- Anne de Beauchamp, épouse Walter de Cokesey ;
- Juliana de Beauchamp ;
- Catherine de Beauchamp, nonne.